# 타르판
타르판(카자흐어: Тарпаң, 학명: Equus ferus ferus)은 유라시아에 살던 야생마였으나 1879년에 멸종했다.
타르판은 1774년에 J. F. 그멜린에 의해 처음으로 발견했다.

## 같이 보기
- 프르제발스키말